# Gynoplistia paluma
Gynoplistia paluma là một loài ruồi trong họ Limoniidae. Chúng phân bố ở miền Australasia.